# Famille Sainte-Claire Deville
La famille Sainte-Claire Deville olim Deville est une famille d'ancienne bourgeoisie française qui trouve ses origines au XVIe siècle.

## Histoire et origines
Issue de la bourgeoisie protestante ayant fui Périgueux pour Bergerac au moment des Guerres de la Ligue, la famille Sainte-Claire Deville est suivie depuis Mathieu Deville, docteur en médecine et consul de Bergerac en 1645. 
Déjà notable au XVIIe siècle, elle tient une importante position dans la bourgeoisie périgourdine, s'alliant avec d'anciennes familles de la magistrature bergeracoise et entrant en possession de plusieurs terres nobles.
Mathieu Deville, marié à Anne Brugne, eut deux fils (Isaac et Joseph) et trois filles (Anne, Suzanne et Marie). Les seules branches qui se soient perpétuées jusqu'à nos jours descendent d'Isaac.
Le 28 août 1685, la famille Deville abjure collectivement « l'hérésie de Calvin » dans l'église des pères Récollets à Bergerac.
Au cours du XVIIIe siècle, plusieurs branches se fixent aux Antilles. L'arrière petit-fils d'Isaac, Joseph Deville, devient planteur en Martinique. Il a deux fils, dont le puiné, Louis Sainte-Claire Deville (1779-1825), négociant et propriétaire d'une très grande fortune, possède des plantations à Porto-Rico, en même temps qu'il est armateur, major de la garnison danoise et consul de France. Marié à Charlotte Duvivier de Fontenay (1786-1867), il a cinq enfants dont trois fils, tous connus sous le patronyme Deville de Sainte-Claire ou Sainte-Claire Deville, du nom d'une des habitations familiales : Louis-Joseph, Charles-Joseph, et Étienne-Henri.

## Filiation simplifiée

### Premières générations
- Mathieu Deville (né vers 1600), docteur en médecine et consul-jurat de Bergerac (1645-1646) x Anne Brugne
  - Marie (v.1625-1655) x Etienne Jaham, sieur de Verpré (1610-1685)
  - Jean-Baptiste (1627-?)
  - Jeanne (1629-?) x Isaac-Jean Clermont, avocat
  - Marie (v.1631-?) x Etienne Mathieu
  - Isaac Deville (1634-1710), capitaine d'infanterie, propriétaire des Nebouts à Prigonrieux x Marguerite Gélieu (+1684)
    - Joseph Deville (1665-1747), co-seigneur de Creysse et Mouleydier, seigneur de Grateloup, membre du conseil supérieur de la Martinique (1713-1716) x Marie d'Orange (1668-1719)
      - Joseph Deville de Vermont (1699-1755) x Rose de La Haye (1704-1734)
        - Jeanne Rose Deville de Vermont (1722-1791), dame de Grateloup x Pierre Daniel Robert de Taillefer (vers 1731-1783), dont descendance
        - Marie-Camille Deville de Vermont (1726-1792) x Jean de Gontier de Biran (1725-1783), parents du philosophe Maine de Biran (1766-1824)

    - Isaac Deville (1668-1735), sieur de Marquant x Esther Lafitte
      - Mathieu Deville (1695-1781), docteur en médecine, planteur à la Martinique x Catherine Méray (1707-1741)
        - Joseph Deville (1735-1786), négociant x Marie Jeanne Clauzel (1755-1782)
          - Louis-Joseph Deville (1779-1825), négociant et planteur à Porto-Rico, auteur des Sainte-Claire Deville

      - Pierre Deville, sieur de Périère
        - Pierre Deville x Anne Dupin de La Feuillade, auteur des Deville de Périère[6].

  - Anne Deville (1636-?) x Isaac Vergnon, dont descendance dans la famille de Bacalan
  - Suzanne (1640-?) x Isaac de Boas
  - Joseph Deville (1644-1702), docteur en médecine à Bergerac x Suzanne Tarneau (1642-1692). C'est lui qui fit enregistrer les armoiries de la famille dans l'Armorial général de France en 1696.
    - Mathieu Deville (1675-1678)
    - Isaac Deville (1682-1682)

### Les Sainte-Claire Deville
- Louis-Joseph Sainte-Claire Deville (Saint-Pierre (Martinique), 6 octobre 1779-Paris, 28 février 1825), planteur à Saint-Thomas et à Porto-Rico, marié en 1806 à Saint-Thomas (Antilles danoises) avec Charlotte Duvivier de Fontenay,
  - Louis Joseph Sainte-Claire Deville (1808-1863), négociant à Marseille, marié en 1832 avec Louise Félicité Deville (1811-1847),
    - Marie Claire Félicité Sainte-Claire Deville (1845-1884), mariée avec Georges Lechartier[7]
    - Henri Marie Amédée Sainte-Claire Deville (Marseille, 30 juillet 1847-1884)[8], commissaire en chef de la Marine, commandeur de la Légion d'honneur

  - Marie Louise Félicité Sainte-Claire Deville (1811-1878),
  - Charles Joseph Sainte-Claire Deville (1814-1876), officier de la Légion d'honneur, marié à Boulogne-sur-Mer en 1845 avec Caroline Alexandrine Adèle Adam (1825-1906), sœur de Achille Adam-Fontaine,
    - Louis Auguste Edmond Sainte-Claire Deville (1847-1884), marié vers 1875 avec Marie Marguerite Tourraton Deschellerins,
    - Adèle Cécile Blanche Sainte-Claire Deville (1849-1885), mariée en 1869 avec son cousin, Émile Louis Sainte-Claire Deville,
      - Achille Charles Jean Sainte-Claire Deville (1871-1932)[9], lieutenant-colonel d'artillerie, officier de la Légion d'honneur
      - Paul Sainte-Claire Deville (1874-1950)[10], directeur technique des mines de la Sarre, officier de la Légion d'honneur
      - Marcelle Sainte-Claire Deville (1885-1976),

  - Henri Sainte-Claire Deville (1818-1881), commandeur de la Légion d'honneur, marié en 1842 avec Cécile Girod de l'Ain (1821-1919)
    - Henry Félix Sainte-Claire Deville (1843-1908)[11], directeur de manufactures de l'État, officier de la Légion d'honneur, marié à Adélaïde Henriette Jeanne Delahaye,
      - Félix Paul Sainte-Claire Deville (1874- )[12], officier militaire, officier de la Légion d'honneur

    - Émile Louis Sainte-Claire Deville (1845-1931)[13], ingénieur de la Compagnie du Gaz, marié en 1869 avec sa cousine Blanche Sainte-Claire Deville,
    - Georges Sainte-Claire Deville (1846-1913)[14], lieutenant-colonel d'infanterie, chevalier de la Légion d'honneur
    - Charles Félix Sainte-Claire Deville (1852-1927)[15], colonel de cavalerie, officier de la Légion d'honneur
    - Charles Étienne Sainte-Claire Deville (1857-1944)[16], général de division et un des pères du canon de 75 mm modèle 1897, grand-croix de la Légion d'honneur

  - Marie Rose Claire Sainte-Claire Deville (1823-1900), mariée en 1845 avec Edmond Théophile Dragon de Gomiécourt (1806-1891)[17], directeur des douanes.

## Personnalités

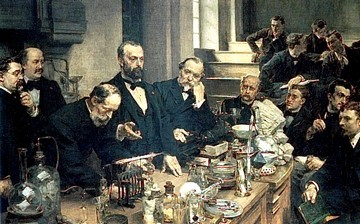
Henri Sainte-Claire Deville, "père" de l'aluminium donne une leçon à l'Ecole normale supérieure (peinture de Léon Lhermitte, 1890)

- Charles Sainte-Claire Deville, (1814-1876), géologue et météorologue français, membre de l'Académie des sciences,
- Henri Sainte-Claire Deville, (1818-1881), chimiste français, membre de l'Académie des sciences,Il fut l'un des premiers à produire de l'aluminium [18]en laboratoire, matériau rarissime à l'époque. Il offrit un couvert de table en aluminium à Napoléon III qui l'utilisait de préférence aux couverts en or ou en Vermeil[19].
- Charles Étienne Sainte-Claire Deville (1857-1944), général de division, militaire français s'étant illustré notamment en tant qu'inventeur du canon de 75 mm modèle 1897.
- Jean Sainte-Claire Deville (1870-1932), entomologiste français.
- Renée Sainte-Claire Deville (1889-1967), pionnière du scoutisme féminin en France
- Arnaud Sainte-Claire Deville (1959-), général de corps d'armée, commandant des forces terrestres de 2014 à 2017[20].

## Hommages
- Rue Sainte-Claire-Deville dans le 12e arrondissement de Paris
- Rue Sainte-Claire Deville à Niort
- Rue Sainte-Claire Deville à Lognes
- Rue Sainte-Claire Deville à Besançon
- Rue Henri Sainte-Claire Deville à Toulon
- Rue Henri Sainte-Claire Deville à Rueil-Malmaison
- Promontorium Deville promontoire montagneux lunaire
- Médaille Sainte-Claire Deville, décernée à une personnalité scientifique en récompense de ses travaux dans le domaine des relations entre la structure et les propriétés des matériaux.

## Principales alliances
Brugne (v.1623), Jaham de Verpré (v.1645), Clermont (v.1650), de Boas (1663), Tarneau (v.1665), Vergnon (1669), de La Haye (1721), Méray (1723), Gontier de Biran (1756), Robert de Taillefer (1757), Clauzel (1771), Duvivier de Fontenay (1806), Girod de l'Ain (1842), Dragon de Gomiécourt (1845), Goupil des Pallières (1850), Delahaye (1869), Touraton Deschellerins (1874), Caron (1876), de Lander, Aved de Magnac (1902), Cochon de Lapparent (1906), de Lafournière (1912), Mengin de Bionval (1926), de Percin, de Laurès.

## Armes
Joseph Deville (Docteur en médecine à Bergerac) se fit attribuer d'office les armes échiqueté d'or et d'azur dans l'Armorial général de France dressé par Charles d'Hozier en 1696 ,.